# Howaldtswerke-Deutsche Werft

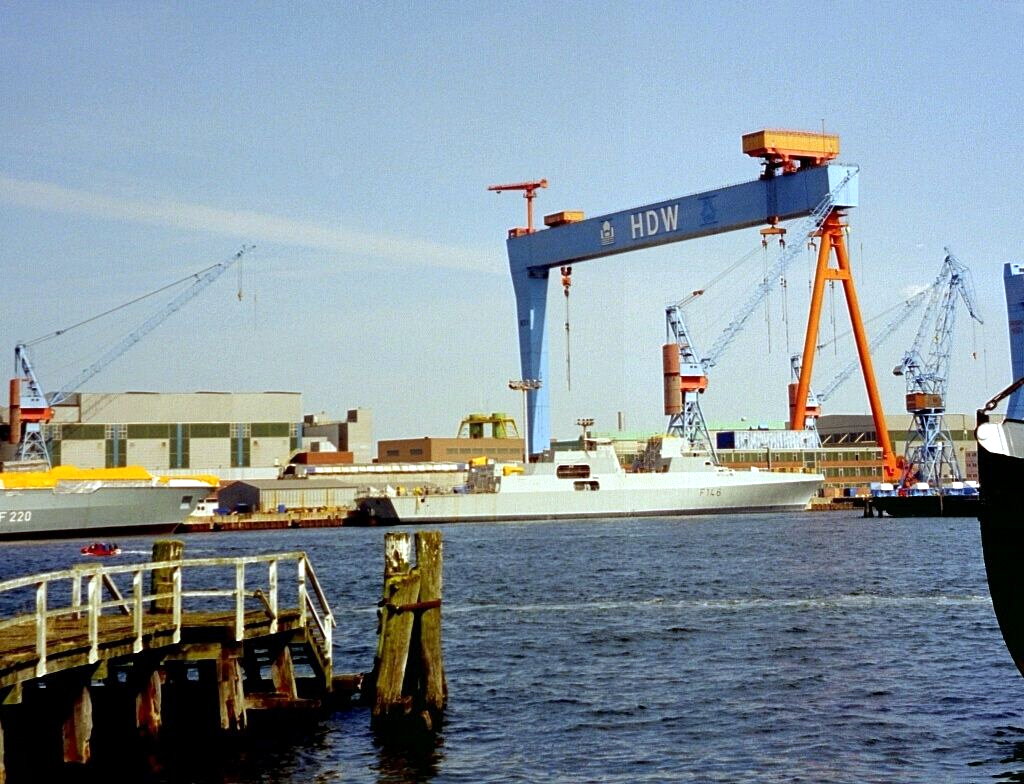
Vista do estaleiro HDW em Quiel (2005).

Howaldtswerke-Deutsche Werft GmbH (HDW) é um estaleiro alemão criado em 1968 pela fusão dos estaleiros Howaldtswerke Hamburg A.G., Kieler Howaldtswerke AG de Quiel e Deutschen Werft AG. Em janeiro de 2005 a empresa passou a fazer parte do grupo empresarial ThyssenKrupp. É o maior estaleiro da Alemanha. 